# Södertälje SS
Södertälje SS (SSS) är en simklubb i Södertälje i Sverige, grundad 16 juni 1954. Den har cirka 2 000 medlemmar och omfattar tävlingsim, simhopp, Masters, simskola och Konstsim. De olika aktiviteterna sker på actic sydpoolen.

### Fotnoter
1. ↑  ”Allmänt”. Välkommen till Södertälje simsällskap. Arkiverad från originalet den 13 november 2015. https://archive.today/20151113134701/https://sss.myclub.se/menu/pages/2057. Läst 12 november 2015.